# Olympische Sommerspiele 1996/Teilnehmer (Haiti)
| Gelbes Symbol für Goldmedaillen mit stilisierten Olympischen Ringen | Graues Symbol für Silbermedaillen mit stilisierten Olympischen Ringen | Braundes Symbol für Bronzemedaillen mit stilisierten Olympischen Ringen |
| ------------------------------------------------------------------- | --------------------------------------------------------------------- | ----------------------------------------------------------------------- |
| —                                                                   | —                                                                     | —                                                                       |

Die Republik Haiti nahm bei den Olympischen Sommerspielen 1996 in Atlanta zum elften Mal an Olympischen Sommerspielen teil. Die Mannschaft bestand aus sieben Sportlern. Sie starteten in sieben Wettbewerben in vier Sportarten.

## Flaggenträger
Der Judoka Adler Volmar trug die Flagge Haitis während der Eröffnungsfeier am 19. Juli im Centennial Olympic Stadium.

## Teilnehmer
Jüngster Teilnehmer Haitis war Adler Volmar mit 19 Jahren und 141 Tagen, der älteste war der Tennisspieler Ronald Agénor mit 31 Jahren und 253 Tagen.
| Name              | Alter | Geschlecht | Sportart       | Resultat(e)                                      |
| ----------------- | ----- | ---------- | -------------- | ------------------------------------------------ |
| Ronald Agénor     | 31    | männlich   | Tennis         | Platz 33 im Einzel                               |
| Somoza Celestin   | 23    | männlich   | Judo           | Platz 13 im Mittelgewicht                        |
| Jean-Marc Destine | 23    | männlich   | Leichtathletik | Platz 5 im achten Vorlauf über 800 Meter         |
| Wagner Marseille  | 25    | männlich   | Leichtathletik | Platz 6 im dritten Vorlauf über 110 Meter Hürden |
| Alain Sergile     | 24    | männlich   | Schwimmen      | Platz 56 über 100 Meter Schmetterling            |
| Anderson Vilien   | 24    | männlich   | Leichtathletik | Platz 6 im sechsten Vorlauf über 200 Meter       |
| Adler Volmar      | 19    | männlich   | Judo           | Platz 21 im Halb-Mittelgewicht                   |